# Le Savetier et le Financier (film)
Pour plus de détails, voir Fiche technique et Distribution.
Le Savetier et le Financier est un film muet français réalisé par Georges Monca, sorti en 1911.
Le film est une adaptation de la deuxième fable du livre VIII de Jean de La Fontaine Le Savetier et le Financier publiée dans le second recueil des Fables de La Fontaine, édité pour la première fois en 1678.

## Fiche technique
- Titre : Le Savetier et le Financier
- Réalisation : Georges Monca
- Scénario : Jean-Louis Teste,  d'après la fable de Jean de La Fontaine Le Savetier et le Financier
- Photographie :
- Montage :
- Société de production : Société cinématographique des auteurs et gens de lettres (S.C.A.G.L)
- Société de distribution : Pathé Frères
- Pays d'origine :  France
- Langue : film muet avec les intertitres en français
- Métrage : 235 mètres
- Format : Noir et blanc — 35 mm — 1,33:1 — Muet
- Genre :  Comédie
- Numéro de catalogue Pathé : 3924
- Durée : 7 minutes et 50 secondes
- Dates de sortie : 
  -  France : 21 juin 1911

## Distribution
- Charles Prince :
- Georges Tréville
- André Simon
- Madame MacLean
- Madame Pelletier